# La Solution à 10 %
La Solution à 10 % (France) ou Son dix pour cent (Québec) (The Ten-Per-Cent Solution)  est le 8e épisode de la saison 23 de la série télévisée Les Simpson.

## Synopsis
Krusty est furieux de constater qu’il n’est plus vraiment la star de son émission après la diffusion de trois épisodes d’Itchy et Scratchy l’un à la suite de l’autre. Il se plaint alors auprès de la direction, mais celle-ci va, sans hésiter, le virer. Pendant ce temps, les Simpson visitent le musée de la télévision qui va bientôt fermer ses portes. En regardant une exposition sur une de ses séries préférées, Homer est alors abordé par Annie Dubinsky qui se trouve être l’agent personnel du personnage principal de sa série.
Après leur sortie au musée, la famille déjeune au Krusty Burger et rencontre fortuitement le clown, effondré par son licenciement. Pour lui remonter le moral, Bart et Lisa lui suggèrent de faire un come-back avec l'aide d'un agent. Pour cela, ils ont l'idée de faire appel à Annie. Mais ils ignorent que Krusty a déjà un passé bien lourd avec cette femme, qui fut, des années auparavant, non seulement l’agent qui le propulsa sur le devant de la scène, mais aussi son amante...

## Audiences
L'épisode a rassemblé 9,01 millions de téléspectateurs lors de sa première diffusion aux États-Unis.